# Govert Schilling
Pour l’article homonyme, voir Schilling.
Govert Schilling, né le 30 novembre 1956 à Meerkerk, aux Pays-Bas, est un écrivain de vulgarisation scientifique et astronome amateur néerlandais.

## Carrière
Govert Schilling est né le 30 novembre 1956 à Meerkerk, aux Pays-Bas. En 1982, il est devenu responsable du programme de l'ancien Zeiss Planetarium, à Amsterdam. 
De 1987 à 1998, il a également été nommé à temps partiel en tant que responsable de programme à l'Artis Planetarium d'Amsterdam. 
Il a beaucoup écrit pour le magazine Sky & Telescope et Science.

## Honneurs
L'astéroïde (10986) Govert est nommé en son honneur.